# Coptocercus trimaculatus
Coptocercus trimaculatus är en skalbaggsart som först beskrevs av Hope 1841.  Coptocercus trimaculatus ingår i släktet Coptocercus och familjen långhorningar. Inga underarter finns listade i Catalogue of Life.